# Synchroonzwemmen op de Olympische Zomerspelen 2004 – Duet
Het onderdeel duet van het synchroonzwemmen op de Olympische Zomerspelen 2004 in Athene vond plaats op 23 (kwalificatie) en 25 augustus (finale), in het Athens Olympic Aquatic Centre. Het goud was voor de Russische Anastasia Davydova en Anastasia Jermakova en het zilver voor de Japanse Miya Tachibana en Miho Takeda en de Amerikaanse Alison Bartosik en Anna Kozlova wonnen het brons.

## Uitslag
| Rang   | Naam                                       | Land             | Kwalificatie | Kwalificatie | Finale        | Finale        |
| Rang   | Naam                                       | Land             | Punten       | Rang         | Punten        | Rang          |
| ------ | ------------------------------------------ | ---------------- | ------------ | ------------ | ------------- | ------------- |
| Goud   | Anastasia Davydova Anastasia Jermakova     | Rusland          | 99,001       | 1            | 99,334        | 1             |
| Zilver | Miya Tachibana Miho Takeda                 | Japan            | 98,000       | 2            | 98,417        | 2             |
| Brons  | Alison Bartosik Anna Kozlova               | Verenigde Staten | 96,918       | 3            | 96,918        | 3             |
| 4      | Gemma Mengual Paola Tirados                | Spanje           | 96,084       | 4            | 96,251        | 4             |
| 5      | Virginie Dedieu Laure Thibaud              | Frankrijk        | 95,251       | 5            | 95,584        | 5             |
| 6      | Fanny Létourneau Courtenay Stewart         | Canada           | 95,167       | 6            | 95,334        | 6             |
| 7      | Gu Beibei Zhang Xiaohuan                   | China            | 93,417       | 8            | 93,668        | 7             |
| 8      | Beatrice Spaziani Lorena Zaffalon          | Italië           | 93,334       | 7            | 93,250        | 8             |
| 9      | Eleftheria Ftouli Christina Thalassinidou  | Griekenland      | 92,918       | 9            | 92,918        | 9             |
| 10     | Magdalena Brunner Belinda Schmid           | Zwitserland      | 91,501       | 11           | 91,418        | 10            |
| 11     | Iryna Gayvoronska Daria Iushko             | Oekraïne         | 91,334       | 10           | 91,251        | 11            |
| 12     | Carolina Moraes Isabela Moraes             | Brazilië         | 90,751       | 12           | 90,917        | 12            |
| 13     | Bianca van der Velden Sonja van der Velden | Nederland        | 89,167       | 13           | Uitgeschakeld | Uitgeschakeld |
| 14     | Soňa Bernardová Ivana Bursová              | Tsjechië         | 88,084       | 14           | Uitgeschakeld | Uitgeschakeld |
| 14     | Kim Sung-eun Yoo Na-mi                     | Zuid-Korea       | 88,084       | 14           | Uitgeschakeld | Uitgeschakeld |
| 16     | Nara Falcón Olga Vargas                    | Mexico           | 86,084       | 16           | Uitgeschakeld | Uitgeschakeld |
| 17     | Anastasia Gloushkov Inna Yoffe             | Israël           | 85,750       | 17           | Uitgeschakeld | Uitgeschakeld |
| 18     | Aliya Karimova Arna Toktagan               | Kazachstan       | 84,917       | 18           | Uitgeschakeld | Uitgeschakeld |
| 19     | Krystsina Markovich Nastassia Vlasenka     | Wit-Rusland      | 84,834       | 19           | Uitgeschakeld | Uitgeschakeld |
| 20     | Assia Anastassova Bogdana Zareva           | Bulgarije        | 83,417       | 20           | Uitgeschakeld | Uitgeschakeld |
| 21     | Heba Abdel Gawad Dalia Allam               | Egypte           | 82,834       | 21           | Uitgeschakeld | Uitgeschakeld |
| 22     | Veronika Feriancová Katarína Havlíková     | Slowakije        | 82,584       | 22           | Uitgeschakeld | Uitgeschakeld |
| 23     | Luña del Mar Aguiliú Leilani Torres        | Puerto Rico      | 79,584       | 23           | Uitgeschakeld | Uitgeschakeld |
| 24     | Amanda Laird Leonie Nichols                | Australië        | 77,751       | 24           | Uitgeschakeld | Uitgeschakeld |